# Real Jaén Club de Fútbol
El Real Jaén Club de Fútbol és un club de futbol espanyol, de la ciutat de Jaén, Andalusia. Va ser fundat el 12 de juny de 1929 i actualment juga a la Tercera Divisió.

## Història
El 13 d'agost de 1922 el doctor en Medicina Juan Nogueres funda el Jaén F.C. Existia aquells anys un altre club a la ciutat, la Unión Deportiva. El club es federa el 1923. El 12 de juny de 1929 es reconstitueix amb el nom de Sociedad Olímpica Jiennense, que debuta a Tercera Regional. L'uniforme d'aquell equip era samarreta vermella i pantalons blaus. El 1939 s'abandona el color vermell adoptant-se el blanc. El 5 de setembre de 1947 la Federació Espanyola de Futbol va autoritzar un nou nom pel club, Real Jaén, i es va establir definitivament el color blanc per a la primera vestimenta de l'equip. Als anys 50 va jugar tres temporades a la primera divisió del futbol espanyol (1953-54, 1956-57, 1957-58).
El 3 de febrer de 2011, el consell d'administració de l'equip, presidit per Rafael Teruel, va anunciar que la societat s'acolliria a la Llei concursal, donada la seva situació d'insolvència econòmica. El club deu a Hisenda i la Seguretat Social uns vuit milions d'euros.

## Estadístiques
- Temporades a Primera divisió: 3
  - Millor posició a la lliga: 14è (Primera divisió temporades 1953-54 i 1956-57)
- Temporades a Segona divisió: 16
- Temporades a Segona divisió B: 28
- Temporades a Tercera divisió: 24

## Palmarès
- Títols nacionals:
  - 2 campionats de Segona Divisió (1952/53 i 1955/56)
  - 2 campionats de Segona Divisió B (1995/96 i 2012/13)
  - 5 campionats de Tercera Divisió (1951/52, 1964/65, 1966/67, 1975/76 i 1987/88)
  - 2 Copes RFEF (1951/1952 i 2008/2009)
- Condecoracions
  - Trofeu Amberes, 1958
- Títols amistosos:
  - Trofeu de l'Olivo (20)
  - Trofeu Los Carmenes (1): 1997